# Wolf (film)
Pour les articles homonymes, voir Wolf.
Pour plus de détails, voir Fiche technique et Distribution.
Wolf ou Loup au Québec est un film américain réalisé par Mike Nichols, sorti en 1994.

## Synopsis
Lors d'une nuit de pleine lune, Will Randall, éditeur new-yorkais réputé, roule sur une route isolée de Vermont lorsqu'il doit s’arrêter car un loup est étendu en travers de la route, probablement renversé par une voiture. Will sort de son véhicule et s'approche de la bête, pensant qu'elle est morte. Mais l'animal reprend conscience, mord Will à la main puis s'enfuit. Très vite, Will ressent des changements physiques et son comportement est de plus en plus sauvage. Les jours suivants, il est licencié par le magnat Alden qui confie l'édition à son protégé Stewart. Il découvre également que sa femme Charlotte le trompe avec son jeune rival. Will fait la rencontre de Laura, la fille d'Alden. Les semaines passent et Will développe des instincts de plus en plus sauvages, proches de ceux du loup qui l'a mordu. Il tente alors de reprendre sa maison d'édition de force au jeune Stewart. 
Entre-temps, il rend visite au Dr Vijav Alezais, qui lui donne une amulette pour le protéger. Alezais demande en échange de ce présent que Will le morde jusqu'au sang, afin que le vieil homme vive plus longtemps. Après avoir poliment refusé, Randall conserve l'amulette afin qu'il ne se transforme pas à la prochaine pleine lune. Mais il pense être responsable de plusieurs meurtres dans la ville sous sa forme lupine. Bientôt, le corps de sa femme est retrouvé mutilé et Will est soupçonné. Horrifié, il se rend au chalet des Alden et s'enferme dans la grange. Au même moment, Laura reçoit un appel d'un détective qui lui dit que de l'ADN « canin » a été retrouvé sur le cadavre de Charlotte. Alarmée, la jeune femme se rend au poste de police. Là, elle se heurte à Stewart, qui visiblement est lui aussi devenu « un loup » après avoir été mordu par Will. Laura s'empresse de revenir à son chalet mais le jeune homme la retrouve et tente de la violer. Will se libère et les deux monstres s'affrontent. Stewart est abattu par Laura, tandis que Will s'échappe dans la forêt à l'approche des autorités, et là bas, se transforme complètement en loup. 
Laura, quant à elle, commence à ressentir à son tour les premiers effets de la métamorphose.

## Fiche technique
- Titre original et français : Wolf
- Titre québécois : Loup
- Réalisation : Mike Nichols
- Scénario : Jim Harrison et Wesley Strick
- Musique : Ennio Morricone
- Direction artistique : Tom Duffield
- Décors : Jim Dultz et Bo Welch
- Costumes : Ann Roth
- Photographie : Giuseppe Rotunno
- Montage : Sam O'Steen
- Production : Douglas Wick
- Société de production : Columbia Pictures Corporation
- Société de distribution : Columbia Pictures
- Budget : 70 millions de dollars[1]
- Pays de production :  États-Unis
- Langue originale : anglais, espagnol
- Format : couleur – 1,85:1 – 35 mm – Dolby SR Dolby Digital
- Genre : fantastique
- Durée : 125 minutes
- Dates de sortie :
  - États-Unis, Québec : 17 juin 1994
  - France : 14 septembre 1994

## Distribution
- Jack Nicholson :  (VF : Jean-Pierre Moulin[2] ; VQ : Vincent Davy[3]) William « Will » Randall
- Michelle Pfeiffer :  (VF : Emmanuelle Bondeville[4] ; VQ : Claudie Verdant) Laura Alden
- James Spader :  (VF : William Coryn[5] ; VQ : Gilbert Lachance) Stewart Swinton
- Kate Nelligan (VF : Ginette Pigeon ; VQ : Madeleine Arsenault) : Charlotte Randall
- Richard Jenkins (VF : Mario Santini ; VQ : Yvon Thiboutot) : l’inspecteur Carl Bridger
- Christopher Plummer : (VF : Bernard Dhéran[6] ; VQ : François Cartier) : Raymond Alden
- Eileen Atkins (VQ : Élizabeth Chouvalidzé) : Mary
- David Hyde Pierce (VF : Pierre-François Pistorio ; VQ : Carl Béchard) : Roy MacAllister
- Om Puri  (VF : Pierre Baton ; VQ : Serge Bossac) : Dr Vijay Alezais
- Ron Rifkin (VF : Jean-Pierre Leroux) : Dr Ralph
- Prunella Scales (VF : Marion Game) : Maude Waggins
- Brian Markinson (VF : Patrick Noérie) : l’inspecteur Wade
- Thomas F. Duffy (VF : Georges Caudron) : Tom
- David Schwimmer (VF : Mark Lesser) : un policier
- Allison Janney : une invitée à la fête

## Production
Depuis douze ans, Jack Nicholson tentait de faire ce film avec son ami, l'écrivain Jim Harrison. Mia Farrow était le premier choix de Mike Nichols pour le rôle de Charlotte Randall, mais, à l'époque, cette actrice était prise dans le procès qu'elle avait intenté contre Woody Allen. Finalement, elle a dû se désister à cause d'un conflit d'horaire. Sharon Stone a refusé le rôle de Laura Alden qui revint alors à Michelle Pfeiffer.[réf. nécessaire]
La sortie du film a été retardée de six à huit mois car il a fallu refaire le troisième acte.[réf. nécessaire]
Dans la version anglophone, le mot Werewolf n'est jamais mentionné dans le film, bien qu'il s'agisse d'une histoire de loups-garous.[réf. nécessaire]

## Accueil
Le film a connu un certain succès commercial, rapportant environ 131 millions de dollars au box-office mondial, dont 65 millions de dollars en Amérique du Nord, pour un budget de 70 millions de dollars. En France, il a réalisé 1 323 148 entrées.
Il a reçu un accueil critique plutôt favorable, recueillant 61 % de critiques positives, avec une note moyenne de 5.9⁄10 et sur la base de 49 critiques collectées, sur le site agrégateur de critiques Rotten Tomatoes.

## Distinctions
Sauf indication contraire, les informations mentionnées dans cette section peuvent être confirmées par la base de données cinématographiques IMDb,  présente dans la section « Liens externes ».

### Récompense
- Saturn Awards 1995 : meilleur scénario

### Nominations
- Saturn Awards 1995 :
  - Meilleur film d'horreur
  - Meilleur acteur pour Jack Nicholson
  - Meilleure actrice pour Michelle Pfeiffer
  - Meilleur second rôle masculin pour James Spader
  - Meilleur maquillage
- Grammy Awards 1995 : meilleure musique de film pour Ennio Morricone